# Primera Presidencia

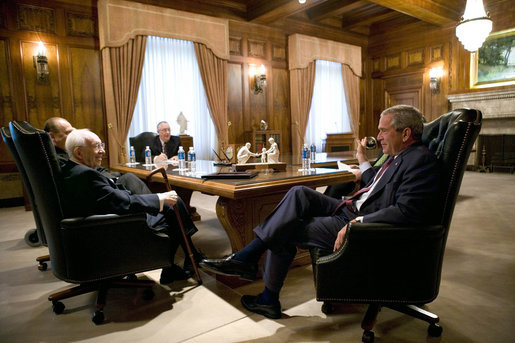
El Presidente de Estados Unidos, George W. Bush reunido con la Primera Presidencia de La Iglesia de Jesucristo de los Santos de los Últimos Días, agosto de 2006, en Salt Lake City, Utah.

Se le llama La Primera Presidencia al cuerpo gobernante de La Iglesia de Jesucristo de los Santos de los Últimos Días restaurada en 1830 por Joseph Smith. De acuerdo a sus artículos de fe, la Iglesia afirma mantener "la misma organización que existió en la Iglesia Primitiva, esto es, apóstoles, profetas, pastores, maestros, evangelistas, etc." Conforme a ello, los integrantes de la Primera Presidencia son considerados profetas, videntes y reveladores, apóstoles para la Iglesia.

## Historia
En 1841, Joseph Smith, quien ya era considerado por su iglesia un profeta, llamó como sus consejeros a Sidney Rigdon y William Law «para que constituyan un quórum y Primera Presidencia, a fin de recibir los oráculos para toda la iglesia». Es la creencia en esta Iglesia que esas maniobras administrativas fueron inspiradas por Jesucristo por medio de revelación y que a la Primera Presidencia se le "ha dado el poder de este sacerdocio, para los últimos días y por última vez, en los cuales se encierra la dispensación del cumplimiento de los tiempos." Se les instruyó a los miembros de la Iglesia que el seguir a la Primera Presidencia era lo mismo que seguir la voluntad de Jesucristo:

"Quien recibe mi palabra, me recibe a mí; y quien me recibe a mí, recibe a los de la Primera Presidencia, a quienes he enviado, a quienes te he puesto por consejeros, por causa de mi nombre."

En adición, también se instruyó a los miembros de la Iglesia que todo hombre y toda mujer tiene el derecho y deber de preguntar a Dios por sí misma, mediante la oración, si tales líderes están siendo dirigidos por Él, con la promesa de que, si son sinceros, recibirán una confirmación espiritual. Brigham Young, profeta sucesor de Joseph Smith, expresando su preocupación por aquellos que por pereza espiritual son sólo "seguidores" dijo: "Me preocupa que esta gente confíe tanto en sus líderes y que no trate de preguntar a Dios por sí misma si tales líderes están siendo dirigidos por Él. Temo que se conformen con vivir en un estado de ciega certidumbre… Todo hombre y toda mujer debe saber, mediante la inspiración que el Espíritu de Dios les conceda, si sus líderes están… andando por el camino que el Señor les señala".

## Organización
La Primera Presidencia de La Iglesia de Jesucristo de los Santos de los Últimos Días es un cuórum que consta de tres hombres ordenados como sumo sacerdotes: un presidente y dos consejeros, llamados Primer y Segundo Consejero. Son ellos quienes toman las decisiones en relación con la Iglesia global, reciben revelación de Dios en bien de la Iglesia y sus miembros y son a quienes la Iglesia consulta con el fin de recibir guía y dirección tal como lo hicieren los profetas de la antigüedad. En la teología de la Iglesia, también llamada Iglesia mormona, se tiene la creencia en la revelación continua, por medio de la cual, Dios se comunica con La Primera Presidencia para instruirles en el modo de conducir los asuntos de la Iglesia. De manera que lo que un miembro de esta Iglesia reciba de La Primera Presidencia, lo recibe como si viniera de Dios mismo. Son ellos los que tienen "el derecho de oficiar en todos los oficios de la iglesia."